# پاناویژن
پاناویژن (انگلیسی: Panavision) شرکت الکترونیک آمریکایی است، که در سال ۱۹۵۳ توسط ریچارد مور تأسیس شد.
این شرکت در ابتدا برای مشارکت در تولید لنزهای آنامورفیک برای دستگاه‌های پخش پرده عریض احداث شد و اولین محصول آن در ۱۹۵۴ معرفی گردید. به زودی شرکت به رهبر صنعت لنزهای آنامورفیک و سینما اسکوپ تبدیل شد.
در ۱۹۷۲ با معرفی دوربین ۳۵ میلی‌متری پانافلکس (Panaflex) انقلابی به پا کرد؛ که تا به امروز با معرفی دوربین‌های سینمایی پرچمدار و گرانقیمت مانند Millennium XL (1999), Genesis (2004) و Millennium DXL (2016) این سنت را حفظ کرده‌است.
پاناویژن منحصراً به عنوان یک مرکز اجاره ای فعالیت می‌کند و برخلاف اکثر رقبای خود، این شرکت صاحب کل موجودی تولیدات خود است.